# NGC 1939
NGC 1939 je otvoreni skup u zviježđu Stolu. 

## Vanjske poveznice
- SEDS: NGC 1939